# Падерне
Падерне (гал. Paderne, ісп. Paderne) — муніципалітет в Іспанії, у складі автономної спільноти Галісія, у провінції Ла-Корунья. Населення — 2672 осіб (2009).
Муніципалітет розташований на відстані близько 490 км на північний захід від Мадрида, 19 км на південний схід від Ла-Коруньї.
Муніципалітет складається з таких паррокій: Адрагонте, Обре, Падерне, Кінтас, Соуто, Віго, Вільямоурель, Вільйосас, Віньяс.

## Демографія
Динаміка населення (INE ):

## Галерея зображень

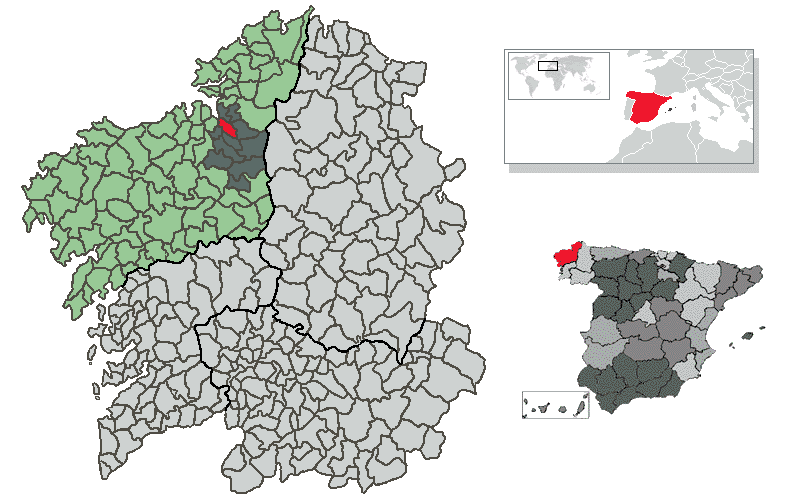
Розташування муніципалітету